# Mesquita de Quilije Ali Paxá
O Complexo de Quilije Ali Paxá (em turco: Kılıç Ali Paşa Külliyesi) é um conjunto de edifícios projetados e construídos entre 1580 e 1587 por Sinane, que na época estava em seus 90 anos de idade em Arquitetura otomana.  A mesquita em si foi construído entre 1578 a 1580. Ele está localizado no bairro de Tophane, distrito de Beyoğlu, na cidade de Istambul, na Turquia. Recebeu o nome em honra de Quilije Ali Paxá.
É constituída por uma mesquita, uma madraçal, um banho turco, um Turbe, e uma fonte. Originalmente, foi construído no litoral, à beira mar, mas após a construção de vários aterros está agora cercado por outros edifícios. O complexo foi construído por ordem do capitão paxá (Grande Almirante) Uluje Ali. A mesquita do complexo é similar a uma versão menor de Santa Sofia.

## Arquitetura

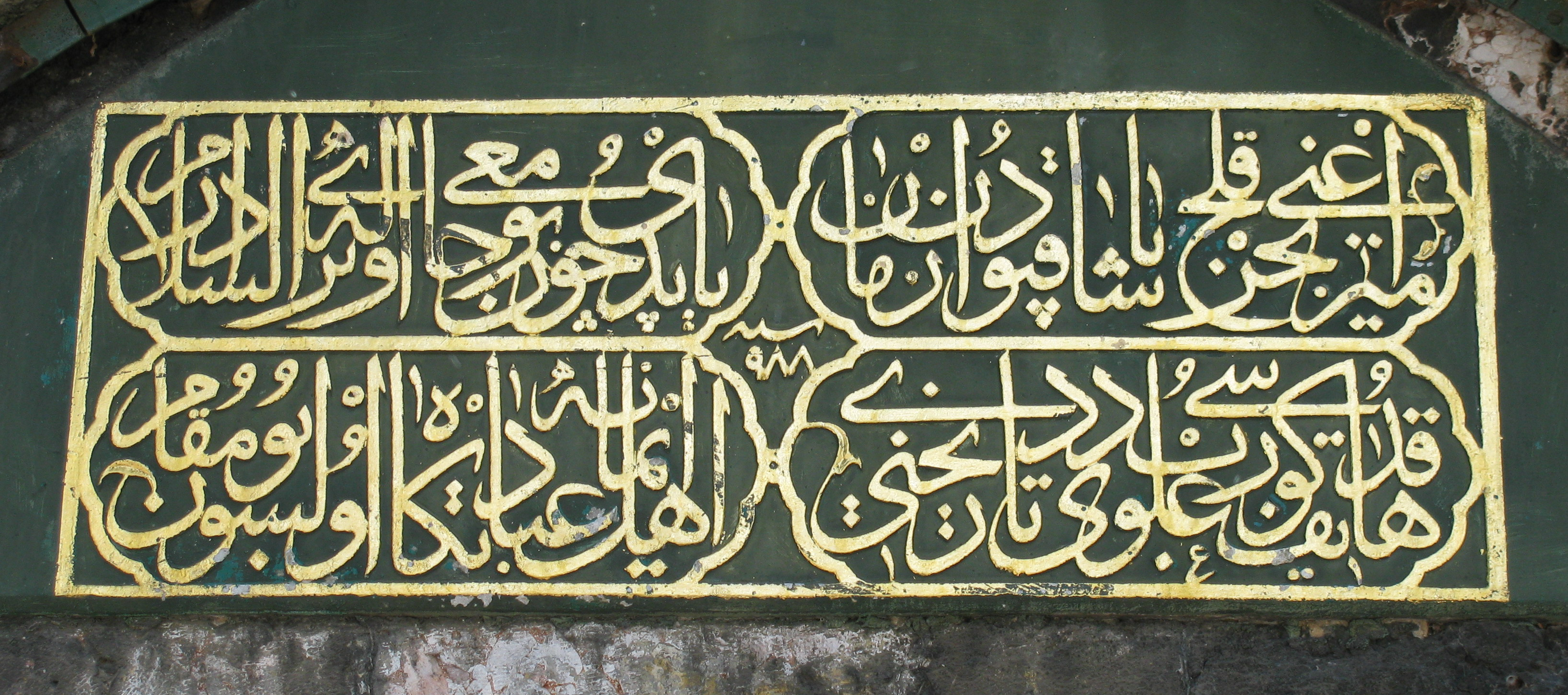
Cronograma de Quilije Ali Paxá

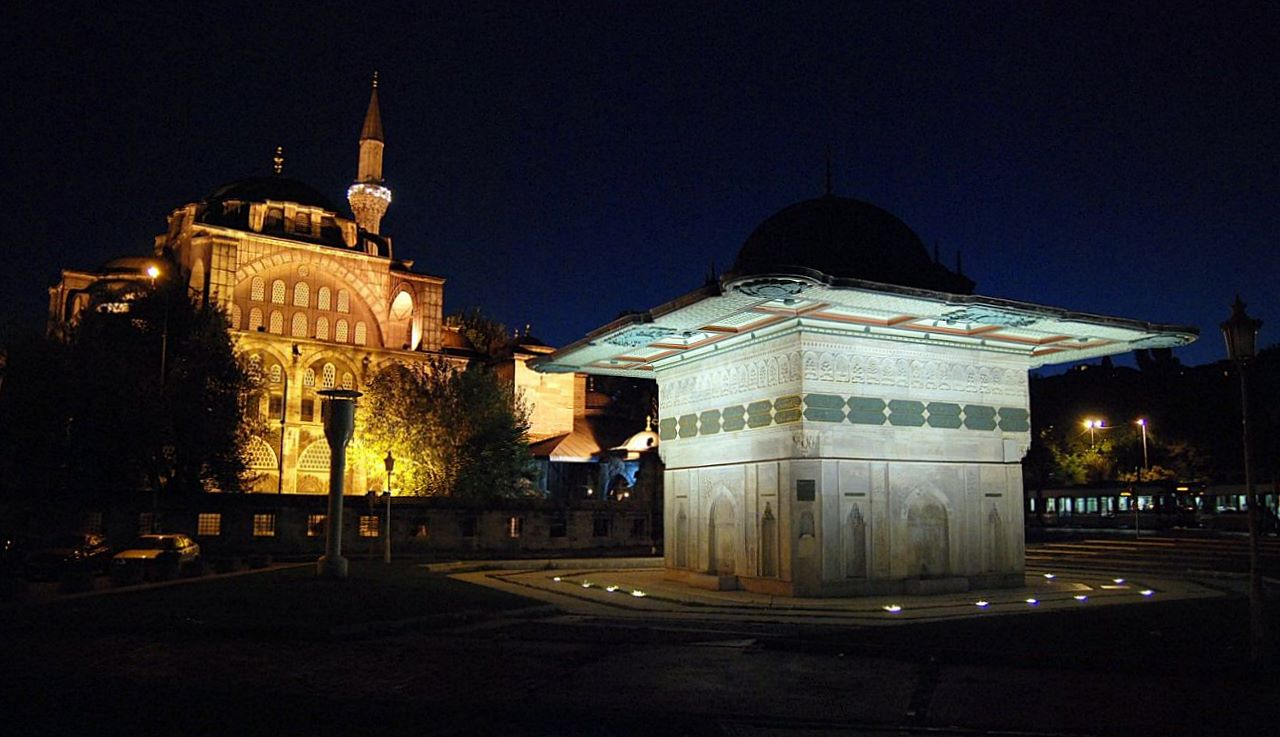
Mesquita e a fonte Tophane

Há dois cronogramas que datam a mesquita, ambos produzindo o ano 988 do Hégira (Calendário Islâmico), (1580 no calendário juliano).
Uma das duas inscrições, na entrada exterior do complexo, possui um poema 4 versículo em jali Thuluth caligrafia escrita em turco otomano do poeta Ulvi e escrito pelo calígrafo Demirciculu Iúçufe.
Todas as três portas do pátio são ornamentadas. O pátio também tem uma fonte em mármore de ablução em frente da sala de oração, com oito colunas e uma cúpula. A varanda exterior na fachada oeste tem um telhado apoiado em 12 colunas, todas com losango em forma de capitais. No centro da varanda existe um portal em mármore.
No pátio exterior do cemitério está um Turbe octagonal com uma cúpula feita também por Mimar Sinane. As portas de madeira são embutidos com  madrepérola, o túmulo de Quilije Ali Ali está dentro do Turbe. À direita da mesquita está o banho turco, cuja construção foi concluída em 1583.